# Oxford (Alabama)
Oxford is een plaats (city) in de Amerikaanse staat Alabama, en valt bestuurlijk gezien onder Calhoun County en Talladega County.

## Demografie
Bij de volkstelling in 2000 werd het aantal inwoners vastgesteld op 14.592.
In 2006 is het aantal inwoners door het United States Census Bureau geschat op 20.198, een stijging van 5606 (38,4%).

## Geografie
Volgens het United States Census Bureau beslaat de plaats een oppervlakte van
47,4 km², waarvan 47,2 km² land en 0,2 km² water. Oxford ligt op ongeveer 193 m boven zeeniveau.

## Plaatsen in de nabije omgeving
De onderstaande figuur toont de plaatsen in een straal van 16 km rond Oxford.